# 纳赫人
纳赫人（俄语：Вайнахи，纳克人为误译）是瓦依纳赫语使用者的总称，主要包括北高加索地区的车臣族、印古什族和基斯族及其他较小民族。纳赫人一词是在苏联时期创造的，以适应使用纳赫语的更广泛的群体，从而将车臣－印古什族与巴茨族（格鲁吉亚东北部的少数民族）联系起来。